# Isaac Barrow
 Isaac Barrow [berou] (říjen 1630 Londýn – 4. května 1677 tamtéž) byl anglický teolog a matematik, známý hlavně jako učitel a inspirátor Isaaca Newtona.

## Život a působení
Barrow se narodil v rodině tkalce, roku 1634 zemřela jeho matka Anna a otec ho poslal k dědovi na venkov. Studoval na různých školách, od roku 1643 na Trinity college v Cambridge, kde získal titul bakaláře 1648 a magistra 1652. Vynikal v matematice a v řečtině a měl se stát profesorem řečtiny, byl však 1655 obviněn z náklonnosti ke králi a z hereze. Čtyři roky pak cestoval po Francii, Itálii a Blízkém Východě až do Istanbulu a přes Benátky, Německo a Holandsko se 1659 vrátil do Anglie.
Roku 1660 byl ordinován jako duchovní a ustanoven profesorem řečtiny, roku 1662 matematiky a roku 1663 se stal prvním držitelem slavné Lucasovy stolice (Lucasian chair). 1669 se této profesury vzdal ve prospěch svého žáka Isaaca Newtona a sám se věnoval pouze teologii. Napsal výklad Kreda, Otčenáše, Desatera a svátostí a řadu slavných kázání. Roku 1670 byl jmenován doktorem teologie a 1672 magistrem Trinity college. Současníci líčí Barrowa jako drobného člověka s velkou silou, nezlomným charakterem a s jistým sklonem k výstřednosti, který se mimo jiné nikdy neoženil.

## Matematické dílo
Roku 1655 publikoval Eukleidovy "Základy" latinsky, roku 1660 anglicky a roku 1657 Eukleidova Data, obojí s komentářem. Jeho přednášky z let 1654–1656, později vydané jako Lectiones Mathematicae, se věnují hlavně metafysickému založení matematických pravd. 1669 vyšlo jeho nejdůležitější matematické dílo, Lectiones Opticae et Geometricae, na nichž se podílel i Newton. 1675 vydal díla Apollónia z Pergy ("O kuželosečkách"), celé zachované dílo Archimédovo a další.
Barrow navázal na francouzského matematika Pierre Fermata a všiml si, že nad malým úsekem tečny k jakékoli křivce lze sestrojit pravoúhlý trojúhelník, jehož přeponou je tento úsek a odvěsnami rovnoběžky k osám souřadnic. Nazval jej „diferenciální trojúhelník“, protože délky obou odvěsen jsou rozdíly mezi souřadnicemi x a y koncových bodů původního úseku. Když se nyní vypočte jejich poměr a zanedbají vyšší mocniny těchto „velmi malých“ veličin, lze v každém bodě křivky vypočítat „úhlový koeficient“ tečny v tomto bodě. Tato myšlenka pak přímo vede k pojmu derivace.